# Feira do Livro Infantil e Juvenil de Bolonha

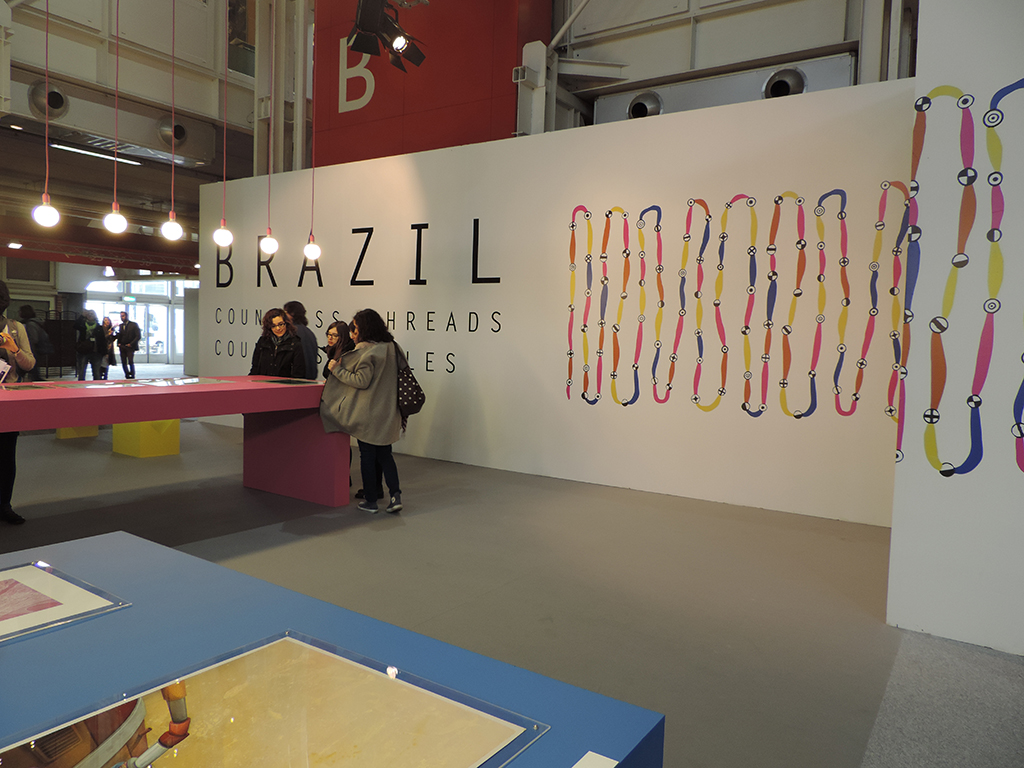
Pavilhão brasileiro na Feira do Livro para Crianças e Jovens de Bolonha de 2014. Foto: Priscila Costa e Silva/Ministério da Cultura

A Feira do Livro Infantil e Juvenil de Bolonha (Bologna Children's Book Fair) é uma feira literária realizada anualmente em Bolonha e dedicada à literatura infanto-juvenil. Reúne editores, agentes literários, bibliotecários, autores e ilustradores de todo o mundo.
A primeira edição foi realizada em 1964. Desde 1966 a organização oferece o RagazziAward, e durante o evento são anunciados também os ganhadores do Prêmio Hans Christian Andersen e do Prémio Memorial Astrid Lindgren.
A edição de 2014 teve o Brasil como  país homenageado, apresentando a exposição Brasil: Incontáveis Linhas, incontáveis histórias e uma homenagem a Ziraldo. 